# Sciurus carolinensis
La ardilla de las Carolinas (Sciurus carolinensis), también conocida como ardilla gris de las Carolinas, ardilla gris oriental y ardilla del este, es una especie de roedor esciuromorfo de la familia Sciuridae.
No debe confundirse con las siguientes especies: ardilla gris del oeste, ardilla gris mexicana, ardilla negra, ardilla gigante gris, ardilla gris del Pacífico ni ardilla gris de Arizona.
Se aparean dos veces al año. El período de gestación es de unos 45 días y las crías, tres o cuatro, nacen durante los meses de febrero a marzo y agosto a septiembre.
Está incluida en la lista 100 de las especies exóticas invasoras más dañinas del mundo de la Unión Internacional para la Conservación de la Naturaleza.

## Distribución
Es una ardilla arbórea originaria del este y medio oeste de Estados Unidos y de algunas zonas meridionales del este de Canadá. Su nombre específico proviene de la denominación de los estados de Carolina del Sur y Carolina del Norte donde fueron primeramente localizadas y, aún hoy, son muy comunes.
Ha sido introducida en otras partes del mundo (México, Europa y Sudáfrica) donde se comporta como especie invasora.
En México está presente al norte de la península de Baja California, en donde fue liberada de manera intencional. Existe un registro en el noreste del país (Tamaulipas). No se tiene conocimiento del estatus actual de la especie en ambas localidades. También ha sido observada en partes de la sierra madre occidental, en la localidad de Monte Escobedo, Zacatecas.
En el caso de Italia la extensión de la población de ardilla gris amenaza con desplazar a la ardilla roja, especie autóctona de ecología similar, y transmitir patógenos que podrían acabar con ella; así ocurrió en el Reino Unido.
Recientemente se ha comercializado como mascota en España lo que supone un riesgo grande de causar el mismo problema, ya que la sueltas y escapes de mascotas exóticas son un importante vector de entrada de especies exóticas invasoras (EEI).
Debido a su potencial colonizador y constituir una amenaza grave para las especies autóctonas, los hábitats o los ecosistemas, esta especie ha sido incluida en el Catálogo Español de Especies exóticas Invasoras, aprobado por Real Decreto 630/2013, de 2 de agosto, estando prohibida en España su introducción en el medio natural, posesión, transporte, tráfico y comercio.

## Subespecies
Se conocen cinco subespecies de Sciurus carolinensis.
- Sciurus carolinensis carolinensis
- Sciurus carolinensis extimus
- Sciurus carolinensis fuliginosus
- Sciurus carolinensis hypophaeus
- Sciurus carolinensis pennsylvanicus